# 폐기물관리법
폐기물관리법(廢棄物管理法)은 1991년 3월 8일에 법률 제4363호로 전문 개정하여 공포한 것으로 총칙, 폐기물의 배출 및 처리, 폐기물처리업 등, 폐기물처리업자 등에 대한 지도, 감독, 보칙, 벌칙 등 총 63조와 부칙으로 구성된 대한민국의 폐기물 관리법이다. 폐기물관리법은 폐기물을 적정하게 처리하여 자연환경 및 생활환경을 청결히 하고 재활용을 함으로써 환경보전과 국민생활의 질적 향상에 이바지함을 목적으로 한다.

## 폐기물의 종류
- 생활폐기물 : 사업장폐기물외의 폐기물
- 사업장폐기물 :「대기환경보전법」, 「수질 및 수생태계 보전에 관한 법률」 또는 「소음·진동규제법」에 따라 배출시설을 설치·운영하는 사업장, 폐수종말처리시설을 설치·운영하는 사업장, 공공하수처리시설을 설치·운영하는 사업장, 분뇨처리시설을 설치·운영하는 사업장, 폐기물처리시설을 설치·운영하는 사업장, 지정폐기물을 배출하는 사업장, 폐기물을 1일 300킬로그램이상 배출하는 사업장, 일련의 공사 또는 작업으로 5톤이상 폐기물을 배출하는 사업장에서 배출하는 폐기물

## 같이 보기
- 폐기물 관리